# Esecutivo dell'Irlanda del Nord
L'Esecutivo dell'Irlanda del Nord (in inglese: Northern Ireland Executive, in irlandese: Feidhmeannas Thuaisceart Éireann) è il ramo esecutivo dell'Assemblea dell'Irlanda del Nord, il Parlamento delegato per questa nazione costitutiva (Home Nation) del Regno Unito. L'esecutivo dell'Irlanda del Nord è uno dei 3 governi devoluti nel Regno Unito, gli altri sono quello scozzese e gallese.
Risponde prima all'Assemblea, ed è stato stabilito secondo i termini della legge del Northern Ireland Act 1998, redatta secondo l'Accordo del Venerdì Santo dello stesso anno che poneva fine al conflitto che affliggeva le comunità cattoliche e protestanti della regione.
L'esecutivo è composto da un primo ministro e un vice ministro capo (inizialmente una diarchia con la quale condividono anche l'ufficio, dipartimento ministeriale). I nomi delle posizioni sono First Minister y Deputy First Minister, per distinguerli dal Primo ministro britannico, più il resto dei ministri con portafogli individuali. 
Tutti loro sono eletti dall'Assemblea attraverso un sistema di "potere condiviso" (sharing power), tramite il quale, utilizzando il metodo d'Hondt, i Ministeri sono distribuiti proporzionalmente alla forza elettorale dei diversi partiti. Ciò significa che in pratica le due posizioni principali sono sistematicamente occupate da un politico unionista e l'altra da un repubblicano irlandese.

## Ministeri
Il 9 maggio 2016 il numero dei ministeri e dipartimenti dell'Esecutivo dell'Irlanda del Nord fu ridotto; quelli esistenti sono i seguenti:
- Ufficio dell'Esecutivo
- Dipartimento dell'agricoltura, dell'ambiente e degli affari rurali
- Dipartimento per le comunità
- Dipartimento dell'istruzione
- Dipartimento per l'economia
- Dipartimento delle finanze
- Dipartimento della salute
- Dipartimento per le infrastrutture
- Dipartimento della giustizia